# 649792 Sergejbondar
649792 Sergejbondar è un asteroide della fascia principale esterna. Scoperto nel 2011, presenta un'orbita caratterizzata da un semiasse maggiore pari a 3,173950 UA e da un'eccentricità di 0,238226, inclinata di 7,693091° rispetto all'eclittica.